# Грб Јарославске области
Грб Јарославске области је званични симбол једног од субјеката Руске федерације са статусом области — Јарославске области. Грб је званично усвојен 6. августа 2011. године.

## Опис грба
У златном пољу корача црни медвјед, који у лијевој шапи на лијевом рамену држећи сребрну сјекиру са тамноцрвеним рукохватом. Штит је изнад крунисан сребрном кнежевском капом (у оригиналу се назива „шљемом“), украшена златом и прекривена златном круном са драгим камењем, која има три видљива зуба у облику лишћа и крстом на врху. 
Грб има двојицу штитоноше: Хералдички десни (нама лијеви) штитоноша је сребрни јелен са златним роговима и златним копита, те златном огрлицом која има прстен испред и украшена је полудрагим камењем. Хералдички лијеви (нама десни) штитоноша је црни медвјед, који има црвени језик и крунисан је са руском царском круном, оном као што је приказана у губернијским грбовима, али без појасева.
Подножје грба је зеленило које се налази испод стопала штитоноша. Састоји се од двије широке зелене гране, са зеленим храстовим листовима.